# WRS (cantor)
Andrei-Ionuț Ursu (Buzău, Roménia, 16 de janeiro de 1993), conhecido simplesmente como WRS, é um dançarino, cantor e compositor romeno que representou a Roménia no Festival Eurovisão da Canção 2022.

## Discografia

### Álbuns
- 2023 – Fiesta '23

### EP
- 2022 – Mandala
- 2024 – Cântece de inimă
- 2024 – Vanilla Boy

### Singles
- 2020 – Why
- 2020 – No Weight
- 2020 – Hadi
- 2020 – La rasarit
- 2020 – All Alone
- 2021 – Amore (com İlkan Günüç e Cristi Nitzu)
- 2021 – Maui (com Killa Fonic)
- 2021 – Tsunami
- 2021 – Leah
- 2022 – La Luna
- 2022 – Dalia
- 2022 – Don't Rush
- 2022 – Llámame
- 2022 – Lily
- 2022 – If You Were Alone (com Andromache)
- 2022 – La melodia
- 2022 – Me flipa
- 2022 – Bamboleo (com David Goldcher)
- 2022 – Tu nu vrei
- 2023 – Dale
- 2023 – I Like It (com os Gran Error)
- 2023 – One Family
- 2023 – Ocean Eyes (com Monoir)
- 2023 – Cel mai eu (com Holy Molly)
- 2023 – Hai, inimă!
- 2023 – Îndrăgostiți de atâtea ori
- 2024 – Noaptea ne fură iubiri (com Theo Rose)
- 2024 – Mi-erai rai
- 2024 – Lângă tine
- 2024 – About U (com Sasha Lopez)
- 2024 – O nouă viață
- 2024 – Să mă iubești (com Eva Timuș)
- 2025 – Rece ca ianuarie
- 2025 – Sharaiman (com Domand e Domino)
- 2025 – De-ai fi în locul meu (com Andra)